# Tanner Hütte

Das Warenzeichen der Tanner Hütte Eisengußwaren-AG

Die Tanner Hütte war eine Eisenhütte an der Warmen Bode in Tanne im Landkreis Harz in Sachsen-Anhalt. Sie gilt heute als eines der ältesten Hüttenwerke des Harzes und war mit kurzen Unterbrechungen von 1355 bis 1964 in Betrieb.

## Geschichte

Tanner Hütte

Am alten Thüringer Weg, der unmittelbar beim heutigen Ort Tanne über den Harz verlief, wurde bereits frühzeitig Silber gefunden. Daran erinnert noch heute der Flurname Silberkulk, wo 1226 der aus dem Südharz stammende Adelige Bertoldus von Othstedt von Wegelagerern ausgeraubt und getötet wurde. Unterhalb von Tanne und ca. 200 m vor der Mündung des Allerbaches befand sich bis vor ungefähr 60 Jahren eine der größten noch erhaltenen Halden der Kupferverhüttung im Einzugsgebiet der Bode (nach BODE 1928/29: Fläche: 80 × 55 m, Höhe: 6 m). Es handelt sich dabei um Relikte der bedeutendsten mittelalterlichen Kupferschmelzhütte im Einzugsgebiet der Bode, die schon zu Beginn des 13. Jahrhunderts in Betrieb war, vor 1528 aufgegeben wurde und danach als Sägemühle fungierte.
Auf dem Gebiet des heutigen Ortes Tanne lässt sich die Eisen- und Kupferverhüttung bis ins frühe 13. Jahrhundert zurückverfolgen. Die älteste dieser Verhüttungseinrichtungen war die Kupferhütte am Silberkulk, die erstmals 1226 als silverkolch urkundlich erwähnt wird. Diese Hütte taucht im Güterverzeichnis der Grafschaft Regenstein 1262 erneut auf, diesmal als casam,que in vulgari appelatur sylverkolch. Diese wird später jedoch nicht mehr erwähnt, sondern ab 1355 ist von der Hütte tor Dannen die Rede.
Die spätere Tanner Hütte gab ihr Gründungsjahr mit 1335 an. Die Hütte wird allerdings erst 1355 erstmals urkundlich erwähnt, als die Grafen von Regenstein die Hütte und die Siedlung Tanne vom Bischof Albrecht II. von Halberstadt als Lehen erhalten. 1427 gelangt die Hütte in den Besitz der Herzöge von Braunschweig-Lüneburg. Nach der Zerstörung im Dreißigjährigen Krieg wird die Hütte 1654 wieder errichtet und geht 1655 erneut in Betrieb. Im Jahre 1667 geht die Hütte in den Besitz der Fürsten von Braunschweig-Wolfenbüttel über. 1860 wird die Hütte in eine Gießerei mit Walzwerk umgewandelt und 1867 werden alle Hütten die im Besitz des Landes Braunschweig sind an das Bankhaus Eltzbacher & Co in Köln verkauft. Die Tanner Hütte wird zunächst stillgelegt. Eine Bittschrift der tanner Bevölkerung an die herzogliche Regierung in Braunschweig erfolgt, die Existenz des Ortes hing vom Weiterbestand der Hütte ab. 1871/72 geht die Hütte wieder in Betrieb, die Arbeiterschaft hatte ein Arbeiterproduktions-Genossenschaft gegründet und führte die Hütte als Aktiengesellschaft weiter.

Aktie über 100 RM der Tanner Hütte Eisengußwaren-AG vom September 1941

In der Zeit nach dem Ersten Weltkrieg gelangte das Werk in wirtschaftliche Schwierigkeiten. 1922 übernimmt die Firma Eberhardt & Co die Betriebsleitung und 1926 wird die Hütte an den Handelsvertreter Max Obiger verkauft. 1929 ging die Hütte, durch Manipulation an den Geschäftsbüchern und Bilanzen während der Leitung Obigers, in Konkurs. 1930 wird von der Arbeiterschaft erneut eine Aktiengesellschaft gegründet. Die „Tanner Hütte Eisengußwaren-AG“ produzierte bis 1945. Das Werk war durch unmittelbare Kriegseinwirkungen schwer beschädigt worden, ging aber im März 1946 wieder in Betrieb. Dann wurde die Hütte 1950 in Volkseigentum überführt und die Arbeiter erhielten eine Entschädigung. 1952 wurden die Gießereien in Tanne und Königshütte zum VEB (K) Gießerei und Ofenbau Tanne-Königshütte zusammengeschlossen. Der „VEB  Gießerei und Ofenbau Betriebsteil Tanner Hütte“ stellte 1965/66 die Produktion ein. In Königshütte war eine neue, modernere Gießerei gebaut wurden, diese übernahm nun die Produktion und das Personal.

### Gedenkstein
Im Jahre 2009 wurde am Rand des früheren Betriebsgeländes ein Gedenkstein für die Tanner Hütte mit den Jahreszahlen 1335–1964 errichtet.

## Bergbau
Die Geschichte der Tanner Hütte ist eng mit dem Bergbau in dem Gebiet um Tanne verbunden. Die Tanner Hütter erhielt schon seit dem 13. Jahrhundert Eisenerz das aus Tanner Bergwerken stammte. Die ältesten bergbaulichen Aktivitäten lassen sich bis ins 13. Jahrhundert zurückdatieren. Die bekannteste Stollenanlage war die Zeche Gertrud am Giepenbach zwischen Tanne und Trautenstein. Die Zeche wird erstmals 1675 als Güpenbach erwähnt. Der Bergbau auf Eisenerz und Buntmetalle wird in der ersten Bergbauphase bis 1837 betrieben. 1873 wird das Bergwerk als Giepenbachsgrubenfeld, später Zeche Gertrud, neu aufgeschlossen. Letzte Bergbauaktivitäten endeten im Jahre 1925. Die meisten anderen Stollen existierten nur kurze Zeit und wurden im 19. Jahrhundert wegen Unergiebigkeit der Lagerstätten geschlossen.